# Hennie Möring
Heinrich Johann (Hennie) Möring (Enschede, 1 augustus 1919 – aldaar, 15 september 2001) was een Nederlands voetballer. De verdediger speelde voor Sportclub Enschede en kwam tussen 1947 en 1949 zes maal uit voor het Nederlands elftal.
Hennie Möring maakte in 1936 zijn debuut voor Sportclub Enschede. Gedurende vijftien seizoenen was hij een vaste waarde in het eerste elftal van de Tukkers. Hij ontwikkelde zich tot stopperspil; een voorstopper die als belangrijkste taak het dekken en afstoppen van de spits van de tegenpartij had. Hoewel het stopperspilsysteem in de grote voetballanden Italië, Frankrijk en Duitsland breed ingang had gevonden, was het in Nederland niet populair. SC Enschede was een van de weinige teams die de aanvallende spil had ingeruild voor een puur verdedigende speler. Toen echter het Nederlands elftal in 1946 met 8-2 verloor van Engeland, werd prompt Möring uitgenodigd voor de volgende interland. Op 7 april 1947 werd Möring tegen België op aanvaller Bert De Cleyn gezet. Nederland won de wedstrijd met 2-1. Toen Nederland het een maand later in Antwerpen weer tegen België opnam, werd Möring vanwege de verdedigende wijze van voetballen uitgefloten door het publiek. Nederland won echter opnieuw en volgens de Nederlandse media was het stopperspilsysteem daarvoor een belangrijke reden.
Voor Oranje kwam Möring in totaal zes keer uit. Na een beenbreuk in 1948 raakte hij zijn plek kwijt aan Rinus Terlouw. Hij kwam in 1949 nog één keer uit voor het nationale team. Hij scoorde in deze wedstrijd in eigen doel. Tot 1951 werd hij nog een aantal keer als reserve opgeroepen.
In april 1951 beëindigde Möring zijn loopbaan als voetballer op het hoogste niveau. Hij werd vervolgens trainer bij derdeklasser Oldenzaal. In 1952 werd hij met dit team kampioen en promoveerde hij naar de Tweede klasse. Na de invoering van het betaald voetbal in Nederland was Möring nog één jaar trainer van Oldenzaal, dat uitkwam in de semi-professionele Eerste klasse C. Later was hij bestuurslid bij SC Enschede. Hij overleed in 2001 op 82-jarige leeftijd.